# Residue of the Residents
Residue of the Residents – album kompilacyjny utworów autorstwa awangardowej grupy The Residents wydany w 1984 roku, złożony z utworów nagranych w latach 1971 – 1983, które nie zostały nigdy wcześniej wykorzystane na żadnym wydawnictwie zespołu (wyjątkiem jest kompozycja Whoopy Snorp która ukazała się wcześniej na trudno dostępnej składance charytatywnej w Los Angeles). Początkowo płyta miała być powiązana z "krecią trylogią", aby uprzyjemnić fanom czas oczekiwania na jej drugą część zatytułowaną The Tunes of Two Cities, ostatecznie kompilacja powstała jednak w formie niezwiązanej z poprzednimi nagraniami zespołu. Wydawnictwo zostało wydane ponownie w 1998 roku pod tytułem Residue Deux z odświeżonym spisem utworów (większość piosenek, które pojawiły się w charakterze dodatkowych utworów na zremasterowanych wydaniach z lat 80' została zastąpiona nowymi niepublikowanymi nagraniami).

## Lista utworów
- Residue

1. The Sleeper
2. Whoopy Snorp
3. Kamakazi Lady
4. Boy in Love
5. Shut Up! Shut Up!
6. Anvil Forest
7. Diskomo
8. Jailhouse Rock
9. Ups and Downs
10. Walter Westinghouse
11. Saint Nix
12. Open Up

- Residue Deux

1. The Sleeper
2. Whoopy Snorp
3. Kamikazi Lady
4. Boy in Love
5. Shut Up! Shut Up!
6. Anvil Forest
7. Diskomo
8. Jailhouse Rock
9. Ups and Downs
10. Saint Nix
11. Open Up
12. The Replacement
  1. In San Francisco
  2. Dumbo the Clown
  3. Is He Really Bringing Roses?
  4. Time's Up
13. Daydream Believer
14. Safety Is a Cootie Wootie
  1. Part 1 – Prelude for a Toddler
  2. Part 2 – Toddler's Lullaby
  3. Part 3 – Safety Is a Cootie Wootie
15. Daydream in Space